# Mamagubida
Albums de Tryo
Faut qu'ils s'activent
(2000)
Mamagubida est le premier album du groupe Tryo sur lequel presque toutes les chansons sont enregistrées en direct lors de leurs premières tournées.
Le nom plutôt étrange de cet album vient de la première syllabe des noms des membres du groupe : Mali Manu Guizmo Bibou Daniel. Bibou est le surnom de Sébastien Pujol, l'ingénieur du son du groupe Tryo.
L'album s'est classé à la 7e place des meilleures ventes d'albums en France, pays où il est certifié disque de platine.

## Liste des titres
| 1.          | L'Hymne de nos campagnes              | Guizmo               | Guizmo          | 3 min 25 s |
| 2.          | Pour un flirt avec la crise           | Christophe Mali      | Christophe Mali | 3 min 47 s |
| 3.          | C'est du roots                        | Manu Eveno           | Manu Eveno      | 4 min 6 s  |
| 4.          | Salut ô                               | Guizmo               | Guizmo          | 7 min 12 s |
| 5.          | La Révolution                         | Christophe Mali      | Christophe Mali | 3 min 36 s |
| 6.          | Regardez-les                          | Guizmo               | Guizmo          | 3 min 44 s |
| 7.          | La Misère d'en face                   | Guizmo et Manu Eveno | Guizmo          | 4 min 58 s |
| 8.          | Un homme qui aime les femmes          | Christophe Mali      | Christophe Mali | 4 min 36 s |
| 9.          | La Main verte                         | Guizmo               | Guizmo          | 2 min 13 s |
| 10.         | France Télécom                        | Christophe Mali      | Christophe Mali | 2 min 48 s |
| 11.         | Yakamonéyé                            | Guizmo               | Guizmo          | 7 min 39 s |
| 12.         | Les Soldats de plomb                  | Guizmo               | Bob Diaz        | 4 min 45 s |
| 13.         | Suprématie                            | Guizmo               | Guizmo          | 5 min 29 s |
| 14.         | Babylone                              | Guizmo               | Guizmo          | 6 min 34 s |
| 15.         | J'ai rien prévu pour demain (+ Bonus) | Guizmo               | Guizmo          | 11 min 1 s |
| 73 min 53 s |                                       |                      |                 |            |